# Aurich

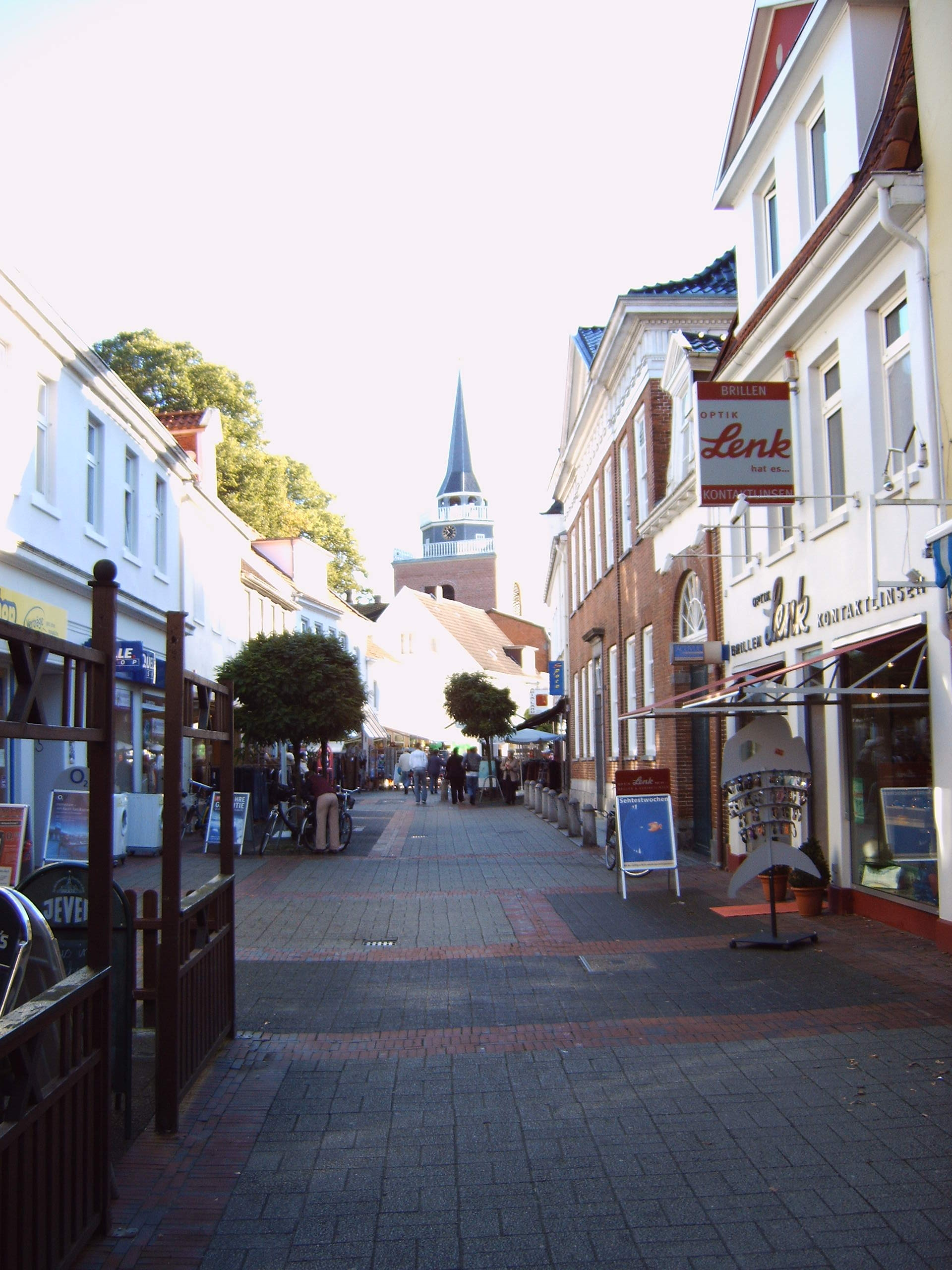
Aurich

Aurich este un oraș din landul Saxonia Inferioară, Germania.